# Gombos László (zenetörténész)
Gombos László (Szombathely, 1967. február 2. –) magyar zenetörténész, tanár, 1994 óta a Magyar Tudományos Akadémia Zenetudományi Intézetének tudományos munkatársa.

## Életpályája
Zenei tanulmányait Kőszegen kezdte (hegedű és zongora), majd 1981-től zongora, orgona és zeneelmélet szakon a szombathelyi Zeneművészeti Szakközépiskolában folytatta. Emellett katolikus egyházzenész képesítést is szerzett Budapesten. 1985-től a budapesti Liszt Ferenc Zeneművészeti Főiskolán tanult, ahol 1990-ben karnagyi és zenetanári diplomát szerzett. Utána ugyanezen intézményben a Zenetudományi Tanszakon tanult tovább, és 1995-ben szerzett zenetörténészi és zeneelmélet tanári diplomát (szakdolgozata: Liszt Ferenc Verdi-átiratai. Liszt és Verdi találkozása az operaátirat műfajában). 1995 és 1998 között a Zeneművészeti Egyetem zenetudományi doktori programját végezte. 1990-től 1998-ig részállásban a Városmajori Gimnáziumban,  1998 és 2002 között a Debreceni Egyetemen, 1994-től 2020-ig a budapesti Bartók Béla Konzervatóriumban tanított zenetörténetet.  1994 óta a Magyar Tudományos Akadémia Zenetudományi Intézetének tudományos munkatársa (1994 és 2001 között a 20. századi osztályon, 2002-től a Dohnányi Ernő Archívumban, 2008-tól a Zenetörténeti Múzeumban).

## Munkássága
Fő kutatási területe: magyar zene a 19. és 20. században, ezen belül Liszt Ferenc, Bartók Béla, Kodály Zoltán, Hubay Jenő, Dohnányi Ernő, Farkas Ferenc, Szokolay Sándor és Balassa Sándor életműve. Szerkesztői munkája, könyv- és cikkírói tevékenysége mellett több mint 30 önálló kiállítást rendezett Európa-szerte (Budapest, Ferrara, Lausanne, Genf, Berlin, Brüsszel, Róma, Moszkva stb.) magyar zenetörténeti témákban, és több száz koncertet is szervezett a Zenetörténeti Múzeumban és a Zenetudományi Intézet Bartók-termében. Magyar és angol nyelven megjelent önálló könyvei mellett több tucatnyi tanulmánykötetet és katalógust szerkesztett, ill. kétszáznál több tanulmányt és cikket publikált. A Hubay Jenő Társaság alelnöke, a Hubay család alapította Hubay Jenő Alapítvány képviselője és a Magyar Liszt Ferenc Társaságbudapesti tagozatának elnöke. Az MMA nem akadémikus köztestületi tagja.

## Díjai, elismerései
| Év   | Megnevezés          |
| ---- | ------------------- |
| 2018 | Szabolcsi Bence díj |

## Főbb publikációi

### Szerzőként
| Év   | Megnevezés |
| ---- | --- |
| 1995 | Bartók Béla: Kossuth, szimfónikus költemény [Kossuth, Symphonic Poem]. In: Bartók Béla 1885-1945, Multimedia CD-ROM, Ed. György Kroó (English version: 1997) |
| 1996 | Liszt: "Réminiscences de Boccanegra de Verdi". Két mester találkozása az operaátirat műfajában. In: Zenetudományi Tanulmányok Kroó György tiszteletére, 96-107c |
| 1997 | Verzeichnis der Werke von Jenő Hubay anhand von gedruckten und handschriftlichen Quellen in Ungarn. Studia Musicologica 38, 1-2/65-134. |
| 1998 | Hubay Jenő / Jenő Hubay. Magyar zeneszerzők vol.1 / Hungarian Composers Vol. 1. Ed. M. Berlász. Mágus Publisher |
| 1999 | „Hírhedett zenész” és „zeneéletünk nesztora”. Párhuzamok Liszt és Hubay pályáján. Zenetudományi dolgozatok, 287-296. online |
| 2002 | Szokolay Sándor / Sándor Szokolay. Magyar zeneszerzők vol.20 / Hungarian Composers Vol. 20. Ed. M. Berlász. Mágus Publisher |
| 2002 | Dohnányi Ernő és Hubay Jenő – egy művészbarátság története a dokumentumok tükrében. Dohnányi Évkönyv 2002, 37-54. |
| 2004 | Dohnányi Ernő művészi tevékenységének sajtórecepciója. I. rész. A pályakezdő évek. Dohnányi Évkönyv 2003, 137-250 |
| 2004 | Farkas Ferenc / Ferenc Farkas. Magyar zeneszerzők vol.31 / Hungarian Composers Vol. 31. Ed. M. Berlász. Mágus Publisher |
| 2005 | Dohnányi Ernő művészi tevékenységének sajtórecepciója. II. rész: A nemzetközi karrier kezdete. In: Dohnányi Évkönyv 2004, szerk. Sz. Farkas Márta és Gombos László, 99-346. |
| 2005 | Reception of the Young Ernst von Dohnányi: The Background of His Successes During His First Tours to England and America. Studia Musicologica 46/3-4, 325-382 és Magyar Zene, 43/3, 313-330 [https://adt.arcanum.com/de/view/MagyarZene_2005/?query=AUTHOR%3D%28Gombos+L%C3%A1szl%C3%B3%29+DATE%3D%281995-01-01--%29&pg=322&layout=s online |
| 2006 | Általános összefüggések Farkas Ferenc életművében. Zenetudományi dolgozatok 2004–2005, 137–159. online |
| 2006 | Ernő Dohnányi’s Career in His Vienna Years (1901–1905). Studia Musicologica 47/2, 167-220. |
| 2006 | Dohnányi Ernő művészi tevékenységének sajtórecepciója. III. rész: A bécsi évek, 1901-1905. In: Dohnányi Évkönyv 2005, szerk. Sz. Farkas Márta és Gombos László, 151-338 |
| 2006 | The main Directions of the Hungarian Violin School in the 19th and 20th Centuries. In: Henryk Wieniawski and the 19th Century Violin Schools. Wieniawski Society, Poznań, 133-142 |
| 2007 | Ecset és vonó. Hubay Jenő és Munkácsy Mihály. In: Magyar Zene és Kép. Szerk. Kieselbach T. és Kolozsváry M. Corvina, 34-39 |
| 2007 | „Klaviervirtuose aus Wien” – Dohnányi Ernő fogadtatása a bécsi években. Magyar Zene XLV/4, 429-438 |
| 2007 | Dohnányi Ernő művészi tevékenységének sajtórecepciója. IV. rész: Az 1905–1909-es berlini évek. In: „Dohnányi Évkönyv 2006/7”, szerk. Sz. Farkas Márta és Gombos László, 59-302 |
| 2008 | Alla riscoperta della scuola ungherese del violino: Jenő Hubay e i soui allievi. In: Gianluca La Villa, ed.: La sala bianca della musica. Verona, 147-154 |
| 2010 | Dohnányi Ernő emlékkiállítás / Ernő Dohnányi memorial exhibition. MTA Zenetudományi Intézet (kiállítási katalógus) online |
| 2011 | Wieniawski, Liszt and Hubay – Wieniawski’s Influence on Musical Life in Hungary. In: Henryk Wieniawski and the Bravura Tradition. Wieniawski Society, Poznań, 88-106. |
| 2012 | Henryk Wieniawski Magyarországon – egy turné tanulságai. Zenetudományi dolgozatok 2011, 201-232. online |
| 2013 | Háború vagy béke? Egy magyar szimfónia a „Nagy Háború” idején. Zenetudományi Dolgozatok 2013-14, 163–180. online |
| 2014 | Narratív elemek Hubay Romantikus szonátájában. Zenetudományi Dolgozatok 1978–2012, 133-161. online |
| 2015 | Farkas Ferenc, a zene polihisztora. Magyar Zene LIII/4, 364-372. online |
| 2016 | Művek és művésztársak vonzásában – Dohnányi, Hubay és a Kreutzer szonáta. Dohnányi-tanulmányok 2015, 25-42. online |
| 2019 | A „kiválasztott hölgy.” A megváltó nőiség szerepe Szokolay Sándor operáiban. Magyar Zene LVII/1, 113–120. online |
| 2020 | A Himnusz és a pozsonyi harangok. Szimfonikus zenekar Erkel Himnuszában. Zenekar XXVII/4, 39–43. online |
| 2022 | A Kékszakállútól a Táncszvitig. Bartók és a zenekar (2. rész). Zenekar XXIX/1 , 34–39. online |
| 2022 | A legnagyobb magyar hegedűkészítő, Nemessányi Sámuel. Zenekar XXIX/3, 32–38. online |
| 2022 | Zenés üzenet Konstantinápolyba. A Plevna-nóta útja Pesttől Párizsig. Zenekar XXIX/6 (2022), 35–39. online |
| 2022 | Pierrette fátyola – egy pantomimrémdráma a századfordulón. In: A kiválasztott – A magyar tánckultúra Nizsinszkij-öröksége. MMA-MMKI, 43–58. online |
| 2023 | A harsona lovagja. Hőna Gusztáv és a magyar rézfúvósmuzsika. Zenekar XXX/3, 30–36. online |
| 2023 | Petőfi-szimfónia, a magyarok „Ezrek szimfóniája”. Zenekar XXX/6 (2023), 32–37. online |
| 2023 | The Music Scene after the Austro–Hungarian Compromise (1867–1900), in: Psalmus Hungaricus. A Hungarian Cultural History. Volume III, 1088–1093. |
| 2024 | Farkas e lo stile francese / Ferenc Farkas and the French Style. In: Ferenc Farkas Piano Works vol. 2. (Stefano Cascioli – piano). Stradivarius STR 37312, Milano |
| 2024 | A Hubay–Popper-vonósnégyes negyedszázada a főváros zeneéletében. Magyar Zene LVII/2, 121–138. online |
| 2024 | A Táborszky-vonósnégyes hangversenyei Széchenyi Nemzeti Casinójában. Zenekar 31/4, 27–33. online |

### Szerkesztőként
| Év        | Megnevezés |
| --------- | --- |
| 2004      | Vallomások a zenéről. Farkas Ferenc válogatott írásai. Közreadja Gombos László, Püski Kiadó, 344 p. |
| 2002-2007 | Dohnányi Évkönyv (Szerk. Sz. Farkas Márta és Gombos László) |
| 2012      | Eckhardt Mária: Liszt és a társművészetek. Emlékkiállítás Liszt F. születésének 200. évfordulóján / Liszt and the Arts. Memorial exhibition on the 200th anniversary of F. Liszt’s Birth. (katalógus)     |
| 2015      | Baranyi Anna: Magyar hegedűkészítők. A Kónya család és a tanítványok / Hungarian Violin Makers. The Kónya Family and the Disciples (katalógus)                                                            |
| 2017      | Egy különleges életút tanúi. Bartókné Pásztory Ditta hagyatéka a Zenetörténeti Múzeumban / Witnesses of an Extraordinary Path of Life. The legacy of Ditta Pásztory-Bartók at the Museum of Music History |
| 2018      | Baranyi Anna: Magyar hegedűkészítők – A Reményi család öröksége / Hungarian Violin Makers – The Legacy of the Reményi Family                                                                              |
| 2018      | Herpy Miklós: Aggházy Károly. Egy Liszt-tanítvány élete és kora (közreadja és szerk.), 228 p. |
| 2020      | A magyar zongoragyártás fénykora. Beregszászy Lajos emlékezete |
| 2023      | Hangszer vagy műtárgy? Tanulmányok muzeológiáról, képzőművészetről, zenetörténetről |
| 2024      | Kodály és a magyar zenekultúra. Ittzés Mihály válogatott írásai. MMA Kiadó, 687 p. |

## Filmográfia
- 2013 Kelet és Nyugat találkozása Szokolay Sándor Szávitri című operájában. (Hozzáférés: 2025. április 10.)
- 2023 A Hubay-Popper Vonósnégyes negyedszázada a főváros zeneéletében. (Hozzáférés: 2025. április 10.)